# Edward Le Lorrain
Edward „Eddie“ Le Lorrain (* 11. Juni 1931; † 11. September 2018 in Ottawa, Ontario, Kanada) war ein kanadischer Filmproduzent und Filmeditor, der mit einem Oscar ausgezeichnet wurde und eine Oscarnominierung erhielt.

## Karriere
Erstmals machte Le Lorrain 1958 auf sich aufmerksam, als er für den Fernseh-Kurzfilm Joe the Chainsmith, einen Familienfilm, den Filmschnitt besorgte. Daran schlossen sich im selben Jahr fortlaufend bis 1965 Arbeiten für die Fernsehserie Farming an sowie in den folgenden Jahren weitere Arbeiten im Schnittbereich für Fernsehproduktionen. 
Für den 1982 erschienenen Dokumentar-Kurzfilm If You Love This Planet trat Le Lorrain als Produzent in Erscheinung und wurde für diese Produktion gemeinsam mit dem Regisseur und Produzenten des Films Terre Nash mit einem Oscar ausgezeichnet. In diesem Film geht es um den Vortrag einer australischen Kinderärztin über die Folgen, die ein Atomkrieg mit sich bringen würde. 
Für den einstündigen Film Dream of a Free Country: A Message from Nicaraguan Women (1984) trat Le Lorrain als Produzent auf und war auch für den Filmschnitt verantwortlich. Der Film setzt sich mit der Rolle der Frauen während der 1978/1979 in Nicaragua stattgefundenen Revolution auseinander. 
Bei dem im Jahr darauf veröffentlichten Dokumentarfilm Dark Lullabies trat Le Lorrian neben seiner Tätigkeit als redaktioneller Berater auch erneut als Produzent auf. Der Film thematisiert die Auswirkungen des Holocaust auf eine Generation von Juden, die nach dem Zweiten Weltkrieg geboren wurden, und enthält Interviews, die in Kanada, Israel und Deutschland mit den Kindern von überlebenden Juden sowie mit Neonazis und Kindern ehemaliger Nazis geführt wurden. Der Lohn für diese Arbeit war eine Auszeichnung beim American Film Festival mit dem Red Ribbon Award.
Über Edward Le Lorrains Ausbildung und sein Leben über seine Karriere beim Film hinaus gibt es keine Informationen. Über sein Privatleben ist lediglich bekannt, dass er seit 1955 mit Heleen Van Donselaar verheiratet war, mit der er ein Kind hatte und sein Spitzname „Eddie“ lautete.

## Filmografie (Auswahl)
- 1958: Joe the Chainsmith (Fernsehfilm; Filmschnitt, Montage)
- 1958–1965: Farming (Fernsehserie, 5 Folgen; Filmschnitt/Montage)
- 1959: The Chase of Private Hamp (Fernsehfilm; Editor)
- 1959, 1960: Saturday Playhouse (Fernsehserie, 2 Folgen; Filmschnitt/Montage)
- 1960: The White Country (Fernsehfilm; Editor)
- 1961: Men of Corby (Fernsehfilm, Editor)
- 1961: BBC Sunday-Night Play (Fernsehserie, Folge The Judge and His Hangman; Filmschnitt/Montage)
- 1962: The Net (Fernsehserie; 6 Folgen; Filmschnitt/Montage)
- 1963: Suspense (Fernsehserie, 4 Folgen; Filmschnitt/Montage)
- 1963: Festival (Fernsehserie, Folge The Duel; Filmschnitt/Montage)
- 1964: Home for Heroes? (Fernsehfilm; Filmschnitt/Montage)
- 1964: Landmarks (Miniserie, 2 Folgen; Filmschnitt/Montage)
- 1964: The Long Journey (Fernsehfilm, Editor)
- 1964: The Colony (Fernsehfilm, Editor)
- 1965: Grass Roots (Miniserie; Filmschnitt/Montage)
- 1966: The Staffordshire Rebels (Fernsehfilm; Filmschnitt/Montage)
- 1967: Rainbow City (Fernsehserie, Folge What Sort of a Boy?; Filmschnitt/Montage)
- 1968: Saul Alinsky Went to War (Filmschnitt/Montage)
- 1968: They’re Putting Us Off the Map (Kurzfilm; Filmschnitt/Montage)
- 1969: Mrs. Ryan’s Drama Class (Kurzfilm; Filmschnitt/Montage)
- 1970: The Winds of Fogo (Kurzfilm; Filmschnitt/Montage)
- 1970: Here’s to Harry’s Grandfather (Filmschnitt/Montage)
- 1971: Norman Jewison, Film Maker (Filmschnitt/Montage)
- 1972: The Sloane Affair (betreuender Redakteur)
- 1973: Downhill (Kurzfilm; Filmschnitt/Montage)
- 1975: Vier heiße Tage (The Heatwave Lasted Four Days; Filmschnitt/Montage)
- 1976: Christ Is Risen (Kurzfilm; Filmschnitt/Montage)
- 1977: Beautiful Lennard Island (Kurzfilm; Filmeditor)
- 1978: Sun, Wind & Wood (Kurzfilm; Produktion)
- 1978: Canada Vignettes: The Thirties (Kurzfilm; Produzent, Filmschnitt/Montage)
- 1978: Canada Vignettes: Holidays (Kurzfilm; Produzent, Filmschnitt/Montage)
- 1979: Prairie Album (Kurzfilm; Produzent, Filmschnitt/Montage)
- 1980: Boys Will Be Men (Kurzfilm; Produzent)
- 1982: If You Love This Planet (Kurzfilm; Produzent)
- 1984: Dream of a Free Country: A Message from Nicaraguan Women (Produzent, Filmschnitt/Montage)
- 1985: Dark Lullabies (redaktioneller Berater und Produzent)
- 1987: Super-Companies (Filmschnitt/Montage)
- 1988: Perspectives in Science: Toxic Waste (Filmschnitt/Montage)
- 1988: Perspectives in Science: Water (Filmschnitt/Montage)
- 1989: Perspectives in Science: Biotechnology (Filmschnitt/Montage)
- 1989: People and Science: Good Logging Is No Crime (Kurzfilm; Filmschnitt/Montage)
- 1992: Protecting Our Planet: Logging with Patience (Kurzfilm; Filmschnitt/Montage)

## Auszeichnungen
- Academy Award 1983: Gewinner des Oscars für und mit dem Film If You Love This Planet in der Kategorie „Bester Dokumentar-Kurzfilm“
- 1985 American Film Festival: Gewinner des Red Ribbon Award für und mit Dark Lullabies in der Kategorie „Dokumentarfilm“